# Batel

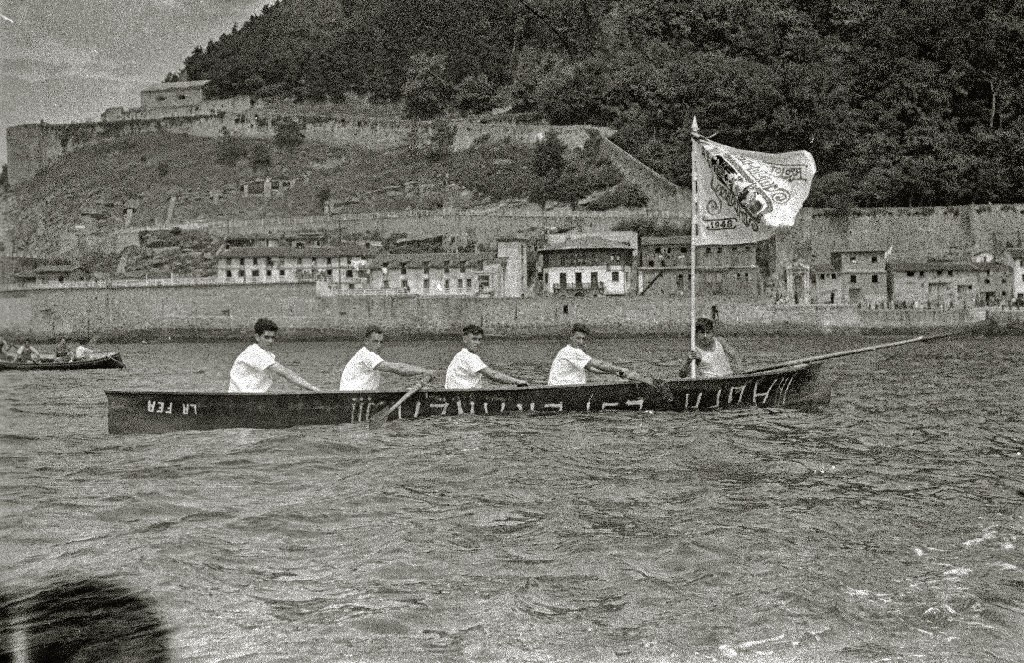
Batel del Club Deportivo Esperanza en 1946

El batel és una barca a rem compost per 4 remers i un timoner. Els remers manegen cadascun un rem, igual que el patró. Es disposen un darrere l'altre, normalment (encara que això pot variar) cada remer rema pel costat contrari al del que té davant, remant el voga o popa (remer més pròxim al patró) per babord. És una embarcació d'uns 7 metres de longitud. No és usual portar pica.
Les regates es componen de diversos llargs segons la categoria que competeixi (entre 2 i 4). Cada llarg són 500 metres, i entre llarg i llarg es realitza una virada de 360° a la boia. Les tandes oficials són de 5 bots, és a dir, competeixen 5 bots alhora, per a cada bot s'assignen dues boies, la de sortida i meta i la de "fora" (a excepció de la categoria cadet, que la de sortida i la de meta són diferents boies, la de sortida seria la que per als altres bots és la de fora, ja que realitzen sols 3 llargs, i davant la necessitat que s'acabi en la línia de boies col·locada en terra s'ha de sortir de les boies de fora).